# Macroderes arrowi
Macroderes arrowi är en skalbaggsart som beskrevs av Emile Janssens 1939. Macroderes arrowi ingår i släktet Macroderes och familjen bladhorningar. Inga underarter finns listade i Catalogue of Life.